# Automobilka

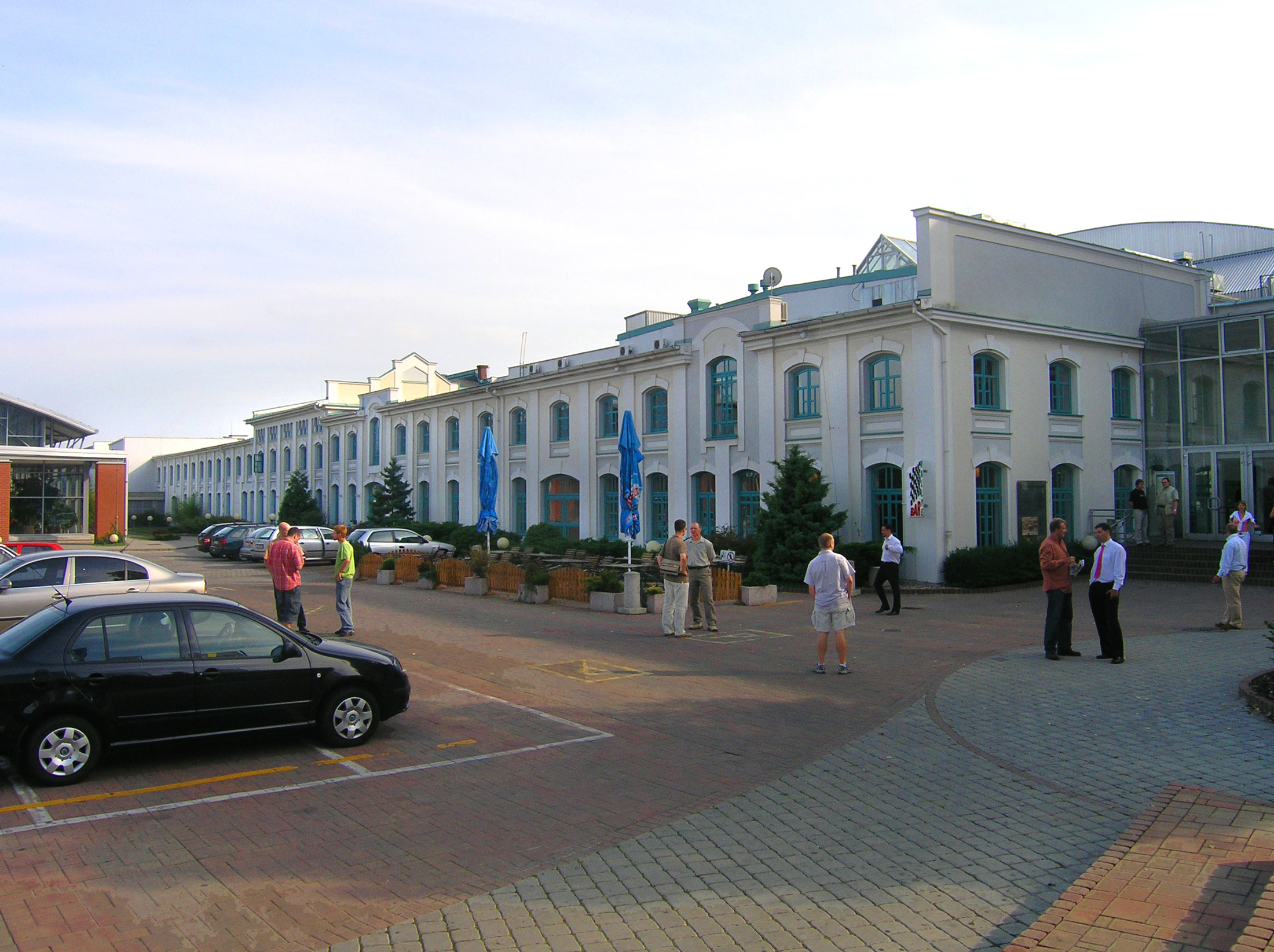
Původní budova firmy Laurin & Klement v Mladé Boleslavi

Automobilka je strojírenský výrobní podnik v odvětví automobilového průmyslu, ve kterém se vyrábí automobily. Velké koncerny vyrábí v jedné automobilce často více značek.
Mezi jednotlivými automobilkami existuje ostrý konkurenční boj, který nutí konkurent;y k neustálému vylepšování produkce.
Automobily, vzhledem k vysokému počtu vyráběných výrobků, umožňují vysoký stupeň automatizace výroby. 